# Тореміфен
Тореміфен (англ. Toremifene, лат. Toremifenum) — синтетичний лікарський препарат, який за своєю хімічною структурою є аналогом естрогенів і є похідним трифенілетилену, що застосовується перорально. Він є другим препаратом із групи інгібіторів естрогенів, і відрізняється від першого з препаратів цієї групи тамоксифену наявністю в хімічній структурі атома хлору. Тореміфен уперше синтезований у Фінляндії в лабораторії компанії «Фармос», та застосовується у клінічній практиці з 1997 року.

## Фармакологічні властивості
Тореміфен — синтетичний лікарський засіб, який за своєю хімічною структурою є аналогом естрогенів і є похідним трифенілетилену. Механізм дії препарату полягає в інгібуванні дії естрогенів шляхом конкурентного зв'язування з естрогеновими рецепторами, що призводить до гальмування дії естрогенів на чутливі до них клітини організму. Наслідком цього у першу чергу є інгібування росту естрогензалежних злоякісних пухлин, оскільки він більш активний щодо клітин, в яких більше виражена мітотична активність, яка вища саме в пухлинних клітин. Щоправда, в клінічних дослідженнях виявлено, що тореміфен впливає також і на естрогеннечутливі пухлини, що дає підстави вважати, що препарат має й інші механізми дії на пухлину. Тореміфен застосовується при раку молочної залози у жінок в постменопаузальному періоді, і його застосування є більш ефективним, ніж застосування іншого антагоніста естрогенів тамоксифену, та однаково ефективним у порівнянні з летрозолом та іншими інгібіторами ароматази. Тореміфен також може застосовуватися для лікування дисгормональних гіперплазій молочних залоз, для лікування гінекомастії, та для лікування гормонально активного раку простати. Проте тореміфен неефективний при застосуванні в лікуванні естрогеннечутливого раку молочної залози. Для тореміфену характерною є також подібна до естрогенів дія на кісткову тканину, ендометрій та обмін ліпідів. При застосуванні тореміфену також спостерігається менша кількість побічних ефектів, ніж при застосуванні тамоксифену, в тому числі тромбоемболічних ускладнень та раку ендометрію. Щоправда, тореміфен може спричинювати подовження інтервалу QT на ЕКГ, тому тореміфен не рекомендований до застосування особам із подовженим інтервалом QT, а також особам із брадикардією та приступами аритмій в анамнезі. Тореміфен також сприяє підвищенню рівня тестостерону в чоловіків, тому часто застосовується культуристами для нарощування м'язової маси.

### Фармакокінетика
Тореміфен швидко та добре всмоктується після перорального застосування. Максимальна концентрація препарату в крові досягається протягом 2—5 годин після прийому препарату. Тореміфен майже повністю (на 99 %) зв'язується з білками плазми крові. Тореміфен проникає через плацентарний бар'єр, немає даних за проникнення препарату в грудне молоко. Тореміфен метаболізується у печінці з утворенням переважно активних метаболітів, спостерігається також ентерогепатична циркуляція препарату. Виводиться тамоксифен із організму переважно із фекаліями, незначна частина виводиться із сечею. Виведення тореміфену з організму багатофазне, період напіввиведення препарату становить у першій фазі 2—12 годин, у другій фазі цей час складає 2—10 діб, а період напіввиведення основного метаболіту тореміфену складає 4—20 діб. Час напіввиведення препарату може збільшуватися при порушеннях функції печінки.

## Покази до застосування
Тореміфен застосовують для лікування раку молочної залози в жінок у постменопаузальному періоді і для лікування дисгормональних гіперплазій молочних залоз.

## Побічна дія
При застосуванні тореміфену побічні ефекти спостерігаються значно рідше, ніж при застосуванні тамоксифену, в тому числі значно рідше спостерігаються тромбоемболічні ускладнення, рак ендометрію і токсичний гепатит. Щоправда, при застосуванні препарату може спостерігатися подовження інтервалу QT на ЕКГ, що може призвести до виникнення аритмій. Серед інших побічних ефектів препарату найчастішими є:
- Алергічні реакції та з боку шкірних покривів — шкірний висип, свербіж шкіри, алопеція, гарячка, підвищена пітливість.
- З боку травної системи — нудота, блювання, запор, зниження апетиту, жовтяниця, холестатичний синдром.
- З боку нервової системи — головний біль, запаморочення, депресія, безсоння, дезорієнтація, погіршення зору, катаракта.
- З боку серцево-судинної системи — флебіт, тромбофлебіт, тромбоемболія легеневої артерії, периферичні набряки, приливи крові.
- З боку сечостатевої системи — гіперплазія та гіпертрофія ендометрію, вагінальні кровотечі, збільшення маси тіла.
- Зміни в лабораторних аналізах — підвищення рівня кальцію в крові, підвищення рівня активності ферментів печінки в крові.

## Протипокази
Тореміфен протипоказаний при підвищеній чутливості до препарату, гіперплазії ендометрію, вираженій печінковій недостатності, особам із подовженим інтервалом QT, особам із вираженою брадикардією та приступами аритмій в анамнезі, при вираженій серцевій недостатності і зниженій фракції викиду, при вагітності та годуванні грудьми.

## Форми випуску
Тореміфен випускається у вигляді таблеток по 0,02 та 0,06 г.